# Седина, Елена
Елена Седина (род. 1 июня 1968, Киев) — украинская, а с 2001 года — итальянская шахматистка, международный мастер (1999). Окончила Киевский университет.
Чемпионка УССР (1988, 1990). В составе сборных Украины и Италии участница 9-и Олимпиад (1994—2000 — за Украину и 2004—2012 — за Италию). Четыре раза представляла итальянскую сборную на командных чемпионатах Европы (2001—2003, 2009—2011).

## Изменения рейтинга
| Графики недоступны из-за технических проблем. См. информацию на Фабрикаторе и на mediawiki.org. |